# 朱利奥·安德烈奥蒂
朱利奥·安德莱奥蒂（義大利語：Giulio Andreotti）（1919年1月14日—2013年5月6日）是一名意大利政治家，作家和記者。

## 生平
朱利奥·安德莱奥蒂生于意大利羅馬，在羅馬大學獲法律學位，二戰時在教廷擔任圖書館管理員，其間認識政壇中人並踏上從政路。他是1946至1948年制憲議會成員，1948至1991年以來的意大利國會眾議員，后於1991年獲總統任命成为終身參議員。有前幕僚讚他是「重建戰後意國的工程師」。

## 政治生涯
安德烈奧蒂早在1940年代就步入政壇，以犀利的言辭聞名。身為天主教民主黨一員的他曾擔任多個聯合政府要職，成為意大利政壇叱吒風雲的人物。他與阿尔多·莫罗是意大利天主教民主黨代表人物之一。
安德莱奥蒂是意大利政壇在整個20世紀下半叶的重要人物。1959至1966年及1974年，出任意大利國防部長。1972至1973年，1976至1979年及1989年至1992年三次出任意大利总理，是意大利在第二次世界大战后任职最长的总理之一，共任职七年多。1983至1989年，出任意大利外交部長。
安德莱奥蒂與天主教民主黨籍前總理阿纳尔多·福拉尼及意大利社會黨籍前總理贝蒂诺·克拉克西在二十世紀七八十年代，被喻為義大利「三頭政治」，簡稱CAF。
安德烈奧蒂是二戰後國家重建的工程師，有著意大利政客少有的國際聲望。據法新社報道，雖有人因其傑出的政治才能將他比作凱撒，也有人認為他是意大利腐敗政治的代表。上世紀七八十年代，有人稱他為“黑色教皇”。
1991年，他獲總統委任為意大利終身參議員，1992年退下政治前線，晚年在梵蒂岡對面的豪宅居住。
雖然一生政績顯赫，但他於1990年代後期涉嫌勾結並指使黑手黨殺人，判監23年，2003年上訴得以脫罪。

## 去世
安德烈奧蒂晚年健康欠佳，2012年8月起一直因心臟病住院。
2013年5月6日，安德莱奥蒂因病于罗马逝世，享年94岁。意國全國體育設施將下半旗致哀，紀念他帶領國家申辦1960年羅馬奧運。